# The Second Coming
The Second Coming släpptes den 24 november 1998 och är en dokumentär om bandet Kiss, med fokus på turnén Alive/Worldwide Tour under 1996 och 1997.

## Spellista
1. "Introduction"
2. "In the Beginning"
3. "The Hottest Live Band in the Land"
4. "Breaking Down"
5. "Up from the Ashes"
6. "Putting on the Makeup"
7. "The Grammys"
8. "First Rehearsal"
9. "Fanning the Flames"
10. "Laying out a Plane"
11. "Bigger Than Life"
12. "The Practice Gigs"
13. "Opening Night: Tiger Stadium, Detroit"
14. "Madison Square Garden"
15. "The Kiss Buzz"
16. "The Castle Donington Festival: England"
17. "The Forum: Los Angeles"
18. "Music, Makeup, Mayhem"
19. "MTV Video Music Awards"
20. "Passing Judgement"
21. "Bass Licks"
22. "Spanning the Globe"
23. "New Year's Eve: 1996"
24. "Big in Japan"
25. "Down Under & Down South"
26. "The Lost Cities Tour"
27. "The Final Siege"
28. "Stockholm, Sweden"
29. "The Last Show: Finsbury Park, London"
30. "End Credits"